# 鉴保卫
鉴保卫（？—）籍贯不详，中国共产党及中华人民共和国官员。

## 生平
1969年3月参加工作，1971年9月加入中国共产党，大专学历。1973年12月到国务院机关事务管理局工作，历任服务司副司长、司长兼北戴河接待服务中心主任。2000年12月，任局党组成员。2001年3月，任局机关党委书记。2004年12月任副局长。2014年2月卸任。